# Gostiny Dwor
Gostiny Dwor (russisch Гостиный Двор, russisch für Gasthof) ist das größte Warenhaus Sankt Petersburgs und nach dem Moskauer GUM das zweitgrößte Warenhaus Russlands.
Das von Bartolomeo Francesco Rastrelli und Jean-Baptiste Vallin de La Mothe gestaltete und in den Jahren 1761 bis 1785 errichtete Warenhaus nimmt am Newski-Prospekt bei einer Fassadenlänge von mehr als einem Kilometer fast ein gesamtes Stadtviertel ein. In dem frühklassizistischen Gebäude befindet sich nach einem Brand 1990 und einer kompletten Umgestaltung des Innenraums heute ein Einkaufszentrum westlicher Prägung mit etwa 200 zumeist hochpreisigen Einzelhandelsgeschäften. Das Gebäude gehört zum UNESCO-Weltkulturerbe St. Petersburg, das ca. 2.300 Bauten umfasst.
Nach Gostiny Dwor ist auch die 1967 eröffnete U-Bahn-Station Gostiny Dwor benannt. Einer ihrer beiden Eingänge befindet sich direkt im Gebäude des Warenhauses.

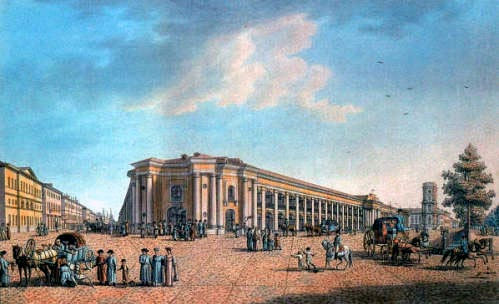
Gostiny Dwor (1802)
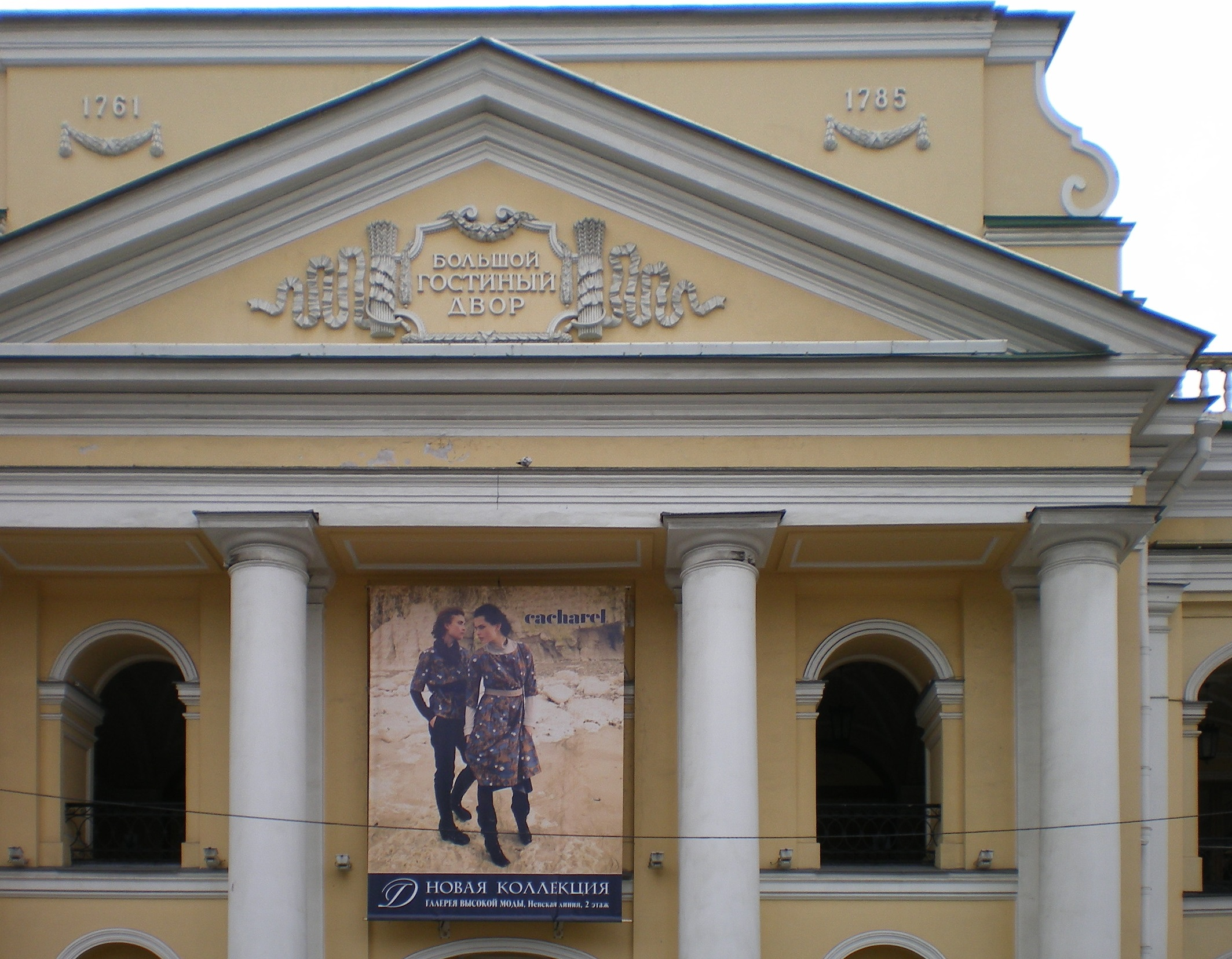
Fassade des Gostiny Dwor
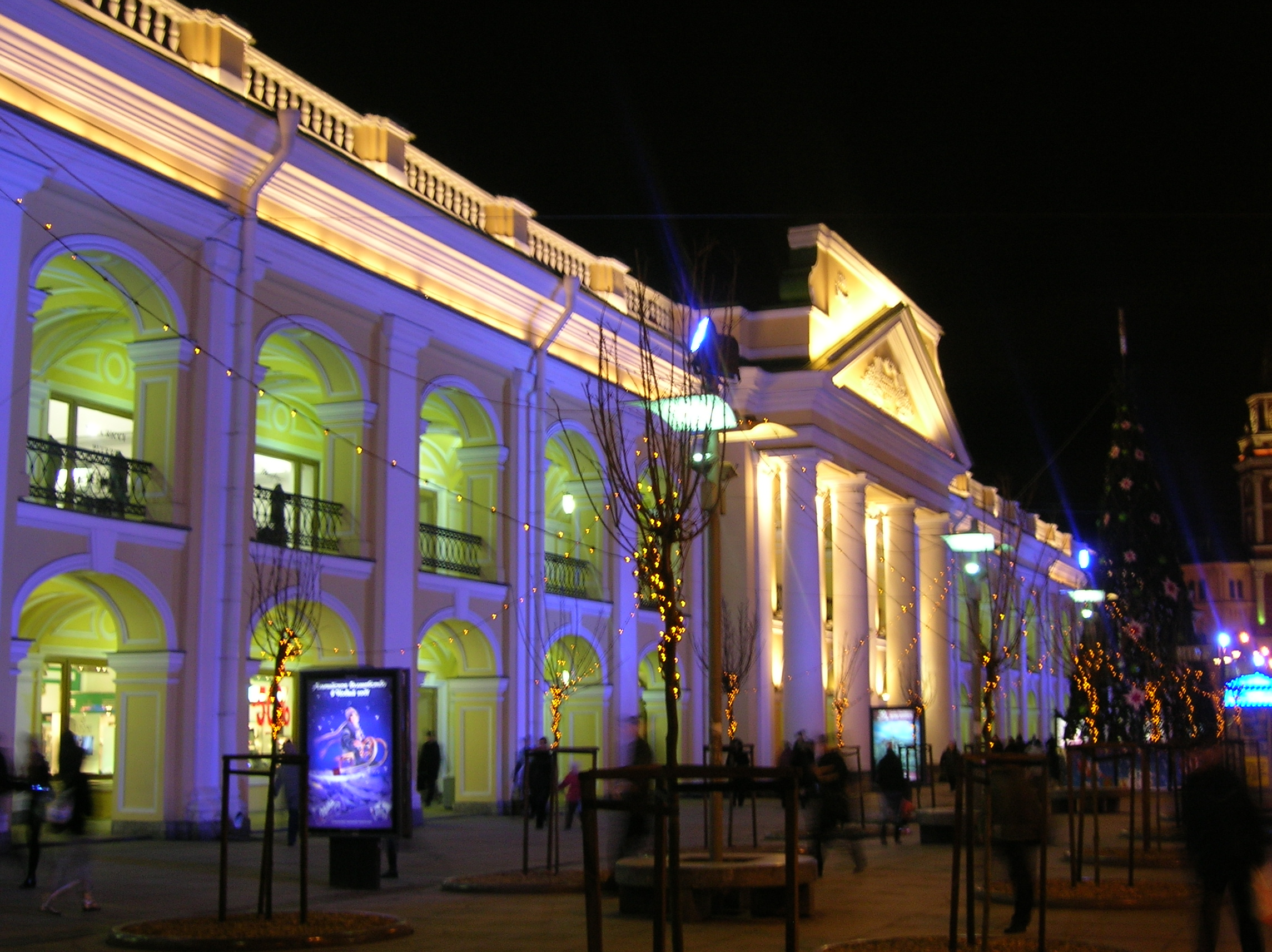
Gostiny Dwor bei Nacht